# サスペリア (2018年の映画)
『サスペリア』（Suspiria）は、2018年のアメリカ合衆国とイタリアの合作によるホラー映画。1977年のダリオ・アルジェント監督のホラー映画『サスペリア』のリメイク。監督はルカ・グァダニーノ、出演はダコタ・ジョンソン、クロエ・グレース・モレッツ、ティルダ・スウィントンらで、オリジナル版の主演女優であるジェシカ・ハーパーも出演する。
日本公開時のキャッチコピーは「その踊りは、死を招く。」。そして、これに加えてオリジナル版と同じ「決してひとりでは見ないでください。」が採用された。

## ストーリー
米ソ冷戦真っ只中の1977年のベルリン。アメリカからやってきた少女スージーは、モダンダンスを踊る舞踊団へ入学する。
精神科医のクレンペラーは、患者のパトリシアから自分が入団している舞踊団で夜な夜な奇妙な悪魔崇拝の儀式が行われていると聞き、その後パトリシアから一切連絡が取れなくなったことを不審に思い、独自に調査を行い始める。

### オリジナル版との違い
- 主人公たちが踊るダンスはバレエと異なり、モダンダンスとなっている。
- 前作の舞台はドイツのフライブルクという町であったが、本作ではベルリンが舞台になっている。
- 1977年の時代背景を色濃く描いており、ルフトハンザ航空181便ハイジャック事件など東西ドイツの政治事情やベルリンの壁など米ソ冷戦の状況が描かれる。
- オリジナル版と異なり、画面の色彩が極力抑えられている。
- 殺害シーンは、オリジナル版よりも呪術要素の濃い描写となっている。

## スタッフ
- 監督: ルカ・グァダニーノ
- 製作: マルコ・モラビート、ブラッドリー・J・フィッシャー
- 編集: ヴァルテル・ファサーノ
- 撮影監督: サヨムプー・ムックディプローム
- 音楽: トム・ヨーク
- プロダクション・デザイン: インバル・ワインバーグ
- 衣装デザイン: ジュリア・ピエルサンティ
- 振付師: ダミアン・ジャレ（英語版）

## キャスト
※括弧内は日本語吹替声優（Amazonプライムでのみ配信）。
- スージー・バニヨン: ダコタ・ジョンソン（嶋村侑）
- マダム・ブラン: ティルダ・スウィントン（山像かおり）
- ヘレナ・マルコス: ティルダ・スウィントン
- パトリシア・ヒングル: クロエ・グレース・モレッツ（若山詩音）
- サラ: ミア・ゴス（下山田綾華）
- ジョセフ・クレンペラー: ルッツ・エバースドルフ（佐々木睦）
- アンケ: ジェシカ・ハーパー - クレンペラーの妻。
- ミス・タナー: アンゲラ・ヴィンクラー（英語版）（岡本茉利[注 1]）
- オルガ: エレナ・フォキナ（熊谷海麗）
- ミス・ヴィンデガスト: イングリット・カーフェン
- ミス・グリフィス: シルヴィー・テステュー
- ミス・フーラー: レネ・ソーテンダイク（英語版）
- パブラ: ファブリツィア・サッキ（英語版）
- ミス・ミリアス: アレック・ウェック
- ミス・カパリット: ブリジット・キュベリエ
- ミス・バルフォア: クリスティン・ルブット
- ミス・ダニエル: マジョライン・ウスコッティ
- グロックナー刑事: マイケル・オルソン
- アルブレヒト刑事: フレッド・クレメン（英語版）

ジョセフ・クレンペラー役でクレジットされているルッツ・エバースドルフの正体は特殊メイクを施したティルダ・スウィントンである。

## 作品の評価
Rotten Tomatoesによれば、批評家の一致した見解は「『サスペリア』は酔わせるようなテーマを派手な勢いで攻撃し、大胆に対立的である視聴体験を提供している。そして決して万人向けではない。」であり、326件の評論のうち高評価は65%にあたる212件で、平均点は10点満点中6.9点となっている。Metacriticによれば、56件の評論のうち、高評価は33件、賛否混在は16件、低評価は7件で、平均点は100点満点中64点となっている。

## 備考
- ルカ・グァダニーノ監督はインタビューで、舞台となる時代のドイツの状況についてライナー・ヴェルナー・ファスビンダーらによる映画『秋のドイツ（ドイツ語版）』（1978年）を参考にした、と語っている[13]。